# Telemetria
La telemetria è una tecnologia informatica che permette la misurazione e la trascrizione di informazioni di interesse al progettista di sistema o all'operatore. La parola deriva dalle radici greche tele = lontano, e metron = misura. I sistemi che necessitano di istruzioni e dati inviati hanno bisogno della controparte della telemetria, il telecomando, per poter operare.

## Funzionamento e classificazione
La telemetria si riferisce tipicamente alla comunicazione wireless, ma si può anche riferire al trasferimento dati attraverso altri media, come la rete telefonica o del computer o tramite un collegamento ottico.
La telemetria può inoltre suddividersi in diversi modi:
- monodirezionale: si ha un flusso di dati in un'unica direzione, questi sistemi servono per il rilevamento dei dati;
- bidirezionale: si ha un flusso dei dati in entrambe le direzioni, con questi sistemi si può sia misurare che modificare a distanza un determinato parametro.

Questa inoltre può essere:
- in tempo reale: i dati inviati sono i dati istantanei;
- al passaggio: i dati inviati, sono una raccolta di dati del giro o passaggio precedente.

## Applicazioni

### Sistemi di difesa, spazio e d'esplorazione delle risorse
È una tecnologia necessaria per grandi sistemi complessi come missili, RPV, veicoli spaziali, piattaforme petrolifere ed impianti chimici perché permette il monitoraggio automatico, l'avviso e la registrazione di dati necessari per operazioni sicure ed efficienti. Gli enti spaziali quali la NASA, l'ESA ed altri enti usano sistemi telecomandati o di telemetria per raccogliere dati da veicoli spaziali operativi e satelliti. 
La telemetria è fondamentale nella fase di sviluppo di missili, satelliti e navi spaziali perché il sistema potrebbe venire distrutto dopo o durante il test. Gli ingegneri necessitano di parametri di sistema critici per analizzare (e migliorare) la prestazione del sistema. Senza la telemetria, questi dati spesso non sarebbero disponibili.

### Spionaggio tra rivali
La telemetria era una fondamentale fonte di informazioni segrete per gli USA e il Regno Unito quando i missili sovietici venivano testati. A questo fine, gli USA controllavano una postazione di sorveglianza in Iran. Alla fine i Sovietici scoprirono questo tipo di servizio di raccolta informazioni e criptarono i loro segnali di telemetria dei test missilistici. La telemetria era una fonte di vitale importanza per i sovietici che agivano spiando le navi nella Baia di Cardigan per ottenere informazioni sui test missilistici britannici che venivano effettuati.

### Gare motoristiche
La telemetria è un fattore chiave nelle gare motoristiche moderne. Gli ingegneri sono in grado di interpretare la vasta quantità di dati raccolti durante un test o una gara e li utilizzano per mettere a punto la macchina per una prestazione ottimale. Alcuni esempi di misurazioni utili su una motocicletta da corsa includono l'accelerazione (Forze G) nei 3 assi, le letture della temperatura, la velocità delle ruote e la dislocazione delle sospensioni. Inoltre esistono alcune auto in cui la telemetria è bidirezionale: gli ingegneri hanno così la capacità di aggiornare le calibrazioni sulla macchina in tempo reale.

### Risparmio energetico
Il monitoraggio del consumo energetico di ogni sistema, con l'impiego della telemetria, migliora l'efficienza energetica nelle fabbriche, uffici, residenze/abitazioni, come ad esempio in Giappone.

### Medicina
La telemetria è anche usata per pazienti (biotelemetria) a rischio di attività cardiaca anomala, generalmente in un reparto di cura delle coronarie. A questi pazienti vengono collegati apparecchi di misurazione, registrazione e di trasmissione dell'attività cardiaca. Può essere utile una registrazione dati per la diagnosi della condizione del paziente da parte del medico. Una funzione di allarme può richiamare il personale infermieristico se il paziente soffre di condizioni di salute acute o pericolose.

### Gestione e studio della fauna
La telemetria è ora usata per seguire esemplari delle specie in pericolo di estinzione o per studiare le rotte migratorie degli uccelli. Tali animali sono ora comunemente attrezzati con strumentazioni che variano dalle semplici targhette di riconoscimento alle telecamere, i pacchetti GPS e i ricetrasmettitori per fornire la posizione ed altre informazioni agli scienziati, ai produttori, agli attivisti, ai regolatori o ad altre autorità.

### Commercio al dettaglio
Ad un workshop di Las Vegas nel 2006 è stata presentata un'attrezzatura di telemetria che permetterebbe ai distributori automatici di comunicare dati di inventario e di vendita ad un autocarro sul percorso o ad una sede centrale. Questi dati potrebbero essere usati per un'ampia gamma di finalità, tra cui evitare al guidatore di fare un primo viaggio per vedere quali articoli devono essere riforniti prima di riportare l'inventario all'interno .
I commercianti al dettaglio stanno anche cominciando a fare uso di targhette RFID per tracciare l'inventario e prevenire il taccheggio. La maggior parte di queste targhette rispondono passivamente ai lettori RFID (p.e. al cassiere), ma le targhette RFID attive disponibili trasmettono periodicamente tramite telemetria ad una stazione di base.

### Pozzi petroliferi
I geologi delle compagnie petrolifere si avvalgono dei cosiddetti log per avere informazioni riguardanti la geologia dei pozzi in perforazione o in produzione. Compagnie specializzate (Baker Hughes, Schlumberger, Halliburton) si avvalgono di strumenti di misura che vengono fatti scendere nel pozzo e che inviano le informazioni a computer che stanno in superficie. Suddetti strumenti possono essere inseriti direttamente nella batteria di perforazione (LWD, logging while drilling, o MWD, measuring while drilling), oppure essere calati nel pozzo perforato in un momento successivo tramite l'utilizzo di cavo (wireline).

## Standard internazionali
Come in altri campi della telecomunicazione, esistono standard internazionali per le attrezzature telemetriche e per il software. Tali standard sono CCSDS e IRIG.